# مارگارت نولان
مارگارت نولان (انگلیسی: Margaret Nolan؛ زادهٔ ۲۹ اکتبر ۱۹۴۳ - درگذشته ۵ اکتبر ۲۰۲۰) هنرپیشه، و مدل اهل بریتانیا بود. وی بین سال‌های ۱۹۶۴ تا ۱۹۸۳ میلادی فعالیت بیشتری داشت.
از فیلم‌ها یا برنامه‌های تلویزیونی که وی در آن نقش داشته است می‌توان به پنجه طلایی، ترغیب‌گران!، سوئینی، شب‌زنده‌داری با بزن و بکوب، فردا و سه اتاق در منهتن اشاره کرد.